# Россия на чемпионате Европы по водным видам спорта 2018
На чемпионате Европы по водным видам спорта 2018, который проходил в Глазго с 3 по 12 августа 2018 года сборная России заняла первое место в медальном зачёте, завоевав 23 золотых, 15 серебряных и 9 бронзовых медалей, всего — 47 наград.

## Медалисты
| Золото  | |                                                              |            |
| №       | Спортсмены | Вид спорта (дисциплина)                                      | Дата       |
| 1       | Светлана Колесниченко Варвара Субботина | Синхронное плавание (дуэт, техническая программа)            | 3 августа  |
| 2       | Майа Гурбанбердиева Александр Мальцев | Синхронное плавание (смешанный дуэт, техническая программа)  | 3 августа  |
| 3       | Евгений Рылов Данила Изотов Владимир Морозов Климент Колесников                                                                                         | Плавание (эстафета 4×100 метров вольным стилем, мужчины)     | 3 августа  |
| 4       | Анастасия Архиповская Анастасия Баяндина Дарья Баяндина Марина Голядкина Михаела Каланча Вероника Калинина Полина Комар Мария Шурочкина Дарина Валитова | Синхронное плавание (команды, произвольная программа)        | 4 августа  |
| 5       | Климент Колесников | Плавание (50 метров на спине, мужчины)                       | 4 августа  |
| 6       | Юлия Ефимова | Плавание (100 метров брассом, женщины)                       | 5 августа  |
| 7       | Светлана Колесниченко | Синхронное плавание (соло, техническая программа)            | 6 августа  |
| 8       | Анастасия Архиповская Анастасия Баяндина Дарья Баяндина Марина Голядкина Михаела Каланча Вероника Калинина Полина Комар Мария Шурочкина Дарина Валитова | Синхронное плавание (команды, техническая программа)         | 6 августа  |
| 9       | Климент Колесников | Плавание (100 метров на спине, мужчины)                      | 6 августа  |
| 10      | Антон Чупков | Плавание (200 метров брассом, мужчины)                       | 6 августа  |
| 11      | Светлана Колесниченко Варвара Субботина | Синхронное плавание (дуэт, произвольная программа)           | 7 августа  |
| 12      | Майа Гурбанбердиева Александр Мальцев | Синхронное плавание (смешанный дуэт, произвольная программа) | 7 августа  |
| 13      | Светлана Колесниченко | Синхронное плавание (соло, произвольная программа)           | 7 августа  |
| 14      | Анастасия Фесикова | Плавание (100 метров на спине, женщины)                      | 7 августа  |
| 15      | Юлия Ефимова | Плавание (200 метров брассом, женщины)                       | 7 августа  |
| 16      | Евгений Рылов | Плавание (200 метров на спине, мужчины)                      | 8 августа  |
| 17      | Александр Бондарь Виктор Минибаев | Прыжки в воду (синхронная вышка, 10 метров, мужчины)         | 9 августа  |
| 18      | Юлия Ефимова | Плавание (50 метров брассом, женщины)                        | 9 августа  |
| 19      | Анастасия Фесикова Юлия Ефимова Светлана Чимрова Мария Каменева                                                                                         | Плавание (комбинированная эстафета 4×100 метров, женщины)    | 9 августа  |
| 20      | Илья Захаров Евгений Кузнецов | Прыжки в воду (синхронный трамплин, 3 метра, мужчины)        | 10 августа |
| 21      | Мария Полякова | Прыжки в воду (трамплин, 1 метр, женщины)                    | 10 августа |
| 22      | Никита Шлейхер Юлия Тимошинина | Прыжки в воду (синхронная вышка, 10 метров, микст)           | 11 августа |
| 23      | Александр Бондарь | Прыжки в воду (вышка, 10 метров, мужчины)                    | 12 августа |
| Серебро | |                                                              |            |
| №       | Спортсмены | Вид спорта (дисциплина)                                      | Дата       |
| 1       | Светлана Чимрова | Плавание (100 метров баттерфляем, женщины)                   | 4 августа  |
| 2       | Михаил Вековищев Михаил Довгалюк Валерия Саламатина Виктория Андреева                                                                                   | Плавание (смешанная эстафета 4×200 метров вольным стилем)    | 4 августа  |
| 3       | Анастасия Фесикова | Плавание (50 метров на спине, женщины)                       | 5 августа  |
| 4       | Михаил Вековищев Мартин Малютин Данила Изотов Михаил Довгалюк                                                                                           | Плавание (эстафета 4×200 метров вольным стилем, мужчины)     | 5 августа  |
| 5       | Светлана Чимрова | Плавание (200 метров баттерфляем, женщины)                   | 6 августа  |
| 6       | Евгений Рылов | Плавание (100 метров на спине, мужчины)                      | 6 августа  |
| 7       | Климент Колесников Юлия Ефимова Светлана Чимрова Владимир Морозов                                                                                       | Плавание (смешанная комбинированная эстафета 4×100 метров)   | 6 августа  |
| 8       | Юлия Тимошинина Екатерина Беляева | Прыжки в воду (синхронная вышка, 10 метров, женщины)         | 7 августа  |
| 9       | Валерия Саламатина Анна Егорова Арина Опёнышева Гуженкова, Анастасия Дмитриевна                                                                         | Плавание (эстафета 4×200 метров вольным стилем, женщины)     | 7 августа  |
| 10      | Илья Захаров | Прыжки в воду (трамплин, 3 метра, мужчины)                   | 9 августа  |
| 11      | Дарья Устинова | Плавание (200 метров на спине, женщины)                      | 9 августа  |
| 12      | Климент Колесников Антон Чупков Егор Куимов Владимир Морозов                                                                                            | Плавание (комбинированная эстафета 4×100 метров, мужчины)    | 9 августа  |
| 13      | Надежда Бажина | Прыжки в воду (трамплин, 1 метр, женщины)                    | 10 августа |
| 14      | Кирилл Беляев | Плавание на открытой воде (25 километров, мужчины)           | 12 августа |
| 15      | Никита Шлейхер | Прыжки в воду (вышка, 10 метров, мужчины)                    | 12 августа |
| Бронза  | |                                                              |            |
| №       | Спортсмены | Вид спорта (дисциплина)                                      | Дата       |
| 1       | Анна Егорова | Плавание (800 метров вольным стилем, женщины)                | 4 августа  |
| 2       | Антон Чупков | Плавание (100 метров брассом, мужчины)                       | 4 августа  |
| 3       | Юлия Тимошинина Евгений Кузнецов | Прыжки в воду (смешанные команды)                            | 6 августа  |
| 4       | Анастасия Гуженкова | Плавание (200 метров вольным стилем, женщины)                | 6 августа  |
| 5       | Олег Костин | Плавание (50 метров баттерфляем, мужчины)                    | 7 августа  |
| 6       | Михаил Довгалюк | Плавание (200 метров вольным стилем, мужчины)                | 7 августа  |
| 7       | Климент Колесников Владислав Гринёв Мария Каменева Арина Опёнышева                                                                                      | Плавание (смешанная эстафета 4×100 метров вольным стилем)    | 8 августа  |
| 8       | Евгений Кузнецов | Прыжки в воду (трамплин, 3 метра, мужчины)                   | 9 августа  |
| 9       | Надежда Бажина Кристина Ильиных | Прыжки в воду (синхронный трамплин, 3 метра, женщины)        | 12 августа |

## Медали по дням
| Медали по дням | Медали по дням | Медали по дням | Медали по дням | Медали по дням |
| -------------- | -------------- | -------------- | -------------- | -------------- |
| Дата           | 1              | 2              | 3              | Итого          |
| 3 августа      | 3              | 0              | 0              | 3              |
| 4 августа      | 2              | 2              | 2              | 6              |
| 5 августа      | 1              | 2              | 0              | 3              |
| 6 августа      | 4              | 3              | 2              | 9              |
| 7 августа      | 5              | 1              | 2              | 8              |
| 8 августа      | 1              | 0              | 1              | 2              |
| 9 августа      | 3              | 3              | 1              | 7              |
| 10 августа     | 2              | 1              | 0              | 3              |
| 11 августа     | 1              | 0              | 0              | 1              |
| 12 августа     | 0              | 0              | 0              | 0              |
| Всего          | 0              | 0              | 0              | 0              |

## Медали по видам спорта
| Медали по видам спорта    | Медали по видам спорта | Медали по видам спорта | Медали по видам спорта | Медали по видам спорта |
| ------------------------- | ---------------------- | ---------------------- | ---------------------- | ---------------------- |
| Вид спорта                | 1                      | 2                      | 3                      | Итого                  |
| Плавание                  | 10                     | 10                     | 6                      | 26                     |
| Синхронное плавание       | 8                      | 0                      | 0                      | 8                      |
| Прыжки в воду             | 2                      | 2                      | 2                      | 6                      |
| Плавание на открытой воде | 0                      | 0                      | 0                      | 0                      |
| Всего                     | 19                     | 12                     | 8                      | 39                     |

## Плавание
Мужчины
| Дистанция                        | Спортсмены            | Предварительный раунд | Предварительный раунд | Предварительный раунд | Полуфинал     | Полуфинал     | Полуфинал     | Финал     | Финал |  |
| Дистанция                        | Спортсмены            | Заплыв                | Результат             | Место                 | Заплыв        | Результат     | Место         | Результат | Место |  |
| -------------------------------- | --------------------- | --------------------- | --------------------- | --------------------- | ------------- | ------------- | ------------- | --------- | ----- |  |
| 50 метров вольным стилем         | Владимир Морозов      | 6                     | 21.85                 | 5 Q                   | 2             | 21.44         | 2 Q           | 21.74     | 4     |  |
| 50 метров вольным стилем         | Сергей Фесиков        | 8                     | 22,31                 | 11 Q                  | 2             | 22,15         | 6             |           |       |  |
| 100 метров вольным стилем        |                       |                       |                       |                       |               |               |               |           |       |  |
|                                  |                       |                       |                       |                       |               |               |               |           |       |  |
| 200 метров вольным стилем        |                       |                       |                       |                       |               |               |               |           |       |  |
|                                  |                       |                       |                       |                       |               |               |               |           |       |  |
| 400 метров вольным стилем        |                       |                       |                       |                       | Не проводится | Не проводится | Не проводится |           |       |  |
| 400 метров вольным стилем        |                       |                       |                       | Не проводится         |               |               |               |           |       |  |
| 1500 метров вольным стилем       |                       |                       |                       |                       | Не проводится | Не проводится | Не проводится |           |       |  |
| 1500 метров вольным стилем       |                       |                       |                       | Не проводится         |               |               |               |           |       |  |
| 100 метров баттерфляем           |                       |                       |                       |                       |               |               |               |           |       |  |
|                                  |                       |                       |                       |                       |               |               |               |           |       |  |
| 200 метров баттерфляем           |                       |                       |                       |                       |               |               |               |           |       |  |
|                                  |                       |                       |                       |                       |               |               |               |           |       |  |
| 100 метров на спине              |                       |                       |                       | Q                     |               |               |               |           |       |  |
| 100 метров на спине              |                       |                       |                       |                       |               |               |               |           |       |  |
| 200 метров на спине              |                       |                       |                       |                       |               |               |               |           |       |  |
|                                  |                       |                       |                       |                       |               |               |               |           |       |  |
| 100 метров брассом               |                       |                       |                       |                       |               |               |               |           |       |  |
|                                  |                       |                       |                       |                       |               |               |               |           |       |  |
| 200 метров брассом               |                       |                       |                       |                       |               |               |               |           |       |  |
|                                  |                       |                       |                       |                       |               |               |               |           |       |  |
| 200 метров комплексным плаванием |                       |                       |                       |                       |               |               |               |           |       |  |
|                                  |                       |                       |                       |                       |               |               |               |           |       |  |
| 400 метров комплексным плаванием |                       |                       |                       |                       | Не проводится | Не проводится | Не проводится |           |       |  |
| 400 метров комплексным плаванием |                       |                       |                       | Не проводится         |               |               |               |           |       |  |
| Эстафета                         | Предварительный раунд | Предварительный раунд | Предварительный раунд | Предварительный раунд | Финал         | Финал         | Финал         | Финал     | Финал |  |
| Эстафета                         | Состав                | Заплыв                | Результат             | Место                 | Состав        | Состав        | Состав        | Результат | Место |  |
| 4×100 метров вольным стилем      |                       |                       |                       |                       |               |               |               |           |       |  |
| 4×200 метров вольным стилем      |                       |                       |                       |                       |               |               |               |           |       |  |
| 4×100 метров комбинированная     |                       |                       |                       |                       |               |               |               |           |       |  |

Женщины
| Дистанция                        | Спортсмены            | Предварительный раунд | Предварительный раунд | Предварительный раунд | Полуфинал     | Полуфинал     | Полуфинал             | Финал     | Финал |
| Дистанция                        | Спортсмены            | Заплыв                | Результат             | Место                 | Заплыв        | Результат     | Место                 | Результат | Место |
| -------------------------------- | --------------------- | --------------------- | --------------------- | --------------------- | ------------- | ------------- | --------------------- | --------- | ----- |
| 50 метров вольным стилем         |                       |                       |                       |                       |               |               |                       |           |       |
|                                  |                       |                       |                       |                       |               |               |                       |           |       |
| 100 метров вольным стилем        |                       |                       |                       |                       |               |               |                       |           |       |
|                                  |                       |                       |                       |                       |               |               |                       |           |       |
| 200 метров вольным стилем        |                       |                       |                       |                       |               |               |                       |           |       |
|                                  |                       |                       |                       |                       |               |               |                       |           |       |
| 400 метров вольным стилем        |                       |                       |                       |                       | Не проводится | Не проводится | Не проводится         |           |       |
| 400 метров вольным стилем        |                       |                       |                       | Не проводится         |               |               |                       |           |       |
| 800 метров вольным стилем        |                       |                       |                       |                       | Не проводится | Не проводится | Не проводится         |           |       |
| 800 метров вольным стилем        |                       |                       |                       | Не проводится         |               |               |                       |           |       |
| 100 метров баттерфляем           |                       |                       |                       |                       |               |               |                       |           |       |
|                                  |                       |                       |                       |                       |               |               | Завершила выступление |           |       |
| 200 метров баттерфляем           |                       |                       |                       |                       |               |               |                       |           |       |
|                                  |                       |                       |                       |                       |               |               |                       |           |       |
| 100 метров на спине              |                       |                       |                       |                       |               |               |                       |           |       |
|                                  |                       |                       |                       |                       |               |               |                       |           |       |
| 200 метров на спине              |                       |                       |                       |                       |               |               |                       |           |       |
|                                  |                       |                       |                       |                       |               |               |                       |           |       |
| 100 метров брассом               |                       |                       |                       |                       |               |               |                       |           |       |
|                                  |                       |                       |                       |                       |               |               |                       |           |       |
| 200 метров брассом               |                       |                       |                       |                       |               |               |                       |           |       |
|                                  |                       |                       |                       |                       |               |               |                       |           |       |
| 200 метров комплексным плаванием |                       |                       |                       |                       |               |               |                       |           |       |
|                                  |                       |                       |                       |                       |               |               |                       |           |       |
| 400 метров комплексным плаванием |                       |                       |                       |                       | Не проводится | Не проводится | Не проводится         | 4:31,15   |       |
| 400 метров комплексным плаванием |                       |                       |                       | Не проводится         |               |               |                       |           |       |
| Эстафета                         | Предварительный раунд | Предварительный раунд | Предварительный раунд | Предварительный раунд | Финал         | Финал         | Финал                 | Финал     | Финал |
| Эстафета                         | Состав                | Заплыв                | Результат             | Место                 | Состав        | Состав        | Состав                | Результат | Место |
| 4×100 метров вольным стилем      |                       |                       |                       |                       |               |               |                       |           |       |
| 4×200 метров вольным стилем      |                       |                       |                       |                       |               |               |                       |           |       |
| 4×100 метров комбинированная     |                       |                       |                       |                       |               |               |                       |           |       |

## Синхронное плавание
Женщины
| Имя | Дисциплина                      | Квалификация   | Квалификация   | Финал   | Финал |
| Имя | Дисциплина                      | Баллы          | Место          | Баллы   | Место |
| --- | ------------------------------- | -------------- | -------------- | ------- | ----- |
| Светлана Колесниченко | соло, техническая программа     | Не проводилась | Не проводилась | 93.4816 | 1     |
| Светлана Колесниченко | соло, произвольная программа    | 95.5333        | 1 Q            | 94.9333 | 1     |
| Светлана Колесниченко Варвара Субботина | дуэт, техническая программа     | Не проводилась | Не проводилась | 95.1035 | 1     |
| Светлана Колесниченко Варвара Субботина | дуэт, произвольная программа    | 96.0333        | 1 Q            | 96.7000 | 1     |
| Анастасия Архиповская Анастасия Баяндина Дарья Баяндина Марина Голядкина Михаела Каланча Вероника Калинина Полина Комар Мария Шурочкина Дарина Валитова | команды, техническая программа  | Не проводилась | Не проводилась | 94.6000 | 1     |
| Анастасия Архиповская Анастасия Баяндина Дарья Баяндина Марина Голядкина Михаела Каланча Вероника Калинина Полина Комар Мария Шурочкина Дарина Валитова | команды, произвольная программа | 95.5000        | 1 Q            | 97.0333 | 1     |

Смешанные дуэты
| Имя                                   | Дисциплина                             | Квалификация   | Квалификация   | Финал   | Финал |
| Имя                                   | Дисциплина                             | Баллы          | Место          | Баллы   | Место |
| ------------------------------------- | -------------------------------------- | -------------- | -------------- | ------- | ----- |
| Майа Гурбанбердиева Александр Мальцев | смешанный дуэт, техническая программа  | Не проводилась | Не проводилась | 89.5853 | 1     |
| Майа Гурбанбердиева Александр Мальцев | смешанный дуэт, произвольная программа | Не проводилась | Не проводилась | 92.4000 | 1     |